# Theodore Roosevelt Island
Theodore Roosevelt Island National Memorial (em português:  Ilha Theodore Roosevelt), anteriormente conhecida como Mason's Island e Analostan Island, é uma ilha e monumento nacional situado no Rio Potomac, em Washington, D.C., sendo mantida em homenagem ao 24º presidente Theodore Roosevelt. O local traz uma estátua de Roosevelt e um vasto parque natural que cobre toda a superfície da ilha. Situada ao norte da Ilha Columbia, a ilha pode ser acessada através de uma ponte que conduz a uma trilha pavimentada. Uma ilhota com o nome "Little Island" situa-se apenas na extremidade sul. Todo o conjunto foi incluído no Registro Nacional de Lugares Históricos em 15 de outubro de 1966.

## História

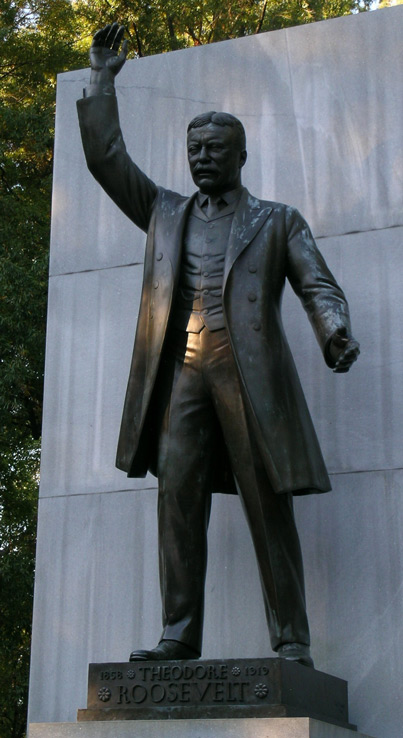
Estátua de Theodore Roosevelt esculpida por Paul Manship

Chamada de Ilha, "Analostan", a ilha foi nomeada em 1682 pelo Capitão como Analostan, que deixou a ilha a sua filha Margaret Hammersley, após a sua morte em 1698/1699.  A ilha foi adquirida em 1724 por George Mason. John Mason, o filho de George Mason, herdou a ilha em 1792 e a possuiu até 1833. John Mason construiu uma mansão e jardins no lugar, no início do século XIX. Mason deixou a ilha em 1831, quando um istmo estagnou a água.
Além de um breve período da Guerra Civil, quando as tropas da União estavam ali estacionadas, a ilha desabitada tem sido desde o Masons esquerda. Locais continuaram a chamar-lhe "Mason's Island" até que o monumento foi construído lá. Por volta de 1906, o fogo queimou na ilha e amplamente prejudicou a mansão. Parte da mansão da fundação é tudo o que resta hoje. De 1913 a 1931, a ilha era propriedade do Washington Gas Light Company, que permitiu que a vegetação cresça desmarcada na ilha.

## Acesso público
Embora a ilha faça parte do Distrito de Colúmbia, só é acessível por uma passarela perto da George Washington Memorial Parkway de Arlington, Virgínia. Automóveis ou bicicletas não são permitidas na ilha.
O estacionamento só é acessível a partir do norte corredores da George Washington Memorial Parkway. A entrada para o estacionamento lote está localizado ao norte da Ponte Roosevelt. A estação de metro mais próxima Washington a ilha é a Rosslyn estação.